# Янувек-Перший
Янувек-Перший (пол. Janówek Pierwszy) — село в Польщі, у гміні Велішев Леґьоновського повіту Мазовецького воєводства.
Населення — 693 особи (2011).

## Демографія
Демографічна структура станом на 31 березня 2011 року:
|          | Загалом | Допрацездатний вік | Працездатний вік | Постпрацездатний вік |
| -------- | ------- | ------------------ | ---------------- | -------------------- |
| Чоловіки | 350     | 83                 | 241              | 26                   |
| Жінки    | 343     | 80                 | 215              | 48                   |
| Разом    | 693     | 163                | 456              | 74                   |